# Henry B. Harris
Henry B. Harris (St. Louis, Missouri, 1 de dezembro de 1866 – Oceano Atlântico, 15 de abril de 1912) foi um produtor de teatro e produtor da Broadway que morreu no naufrágio do RMS Titanic. Sua esposa foi a atriz Renee Harris  (nascida Irene Wallach), que se feriu em uma queda na Grande Escadaria do Titanic, como retratado no filme S.O.S. Titanic, mas sobreviveu ao naufrágio e viveu até 1969. Em 1925, Renee Harris co-produziu a primeira peça de Moss Hart, The Beloved Bandit, embora não tenha sido um sucesso.

## Biografia
Harris era filho de William Harris Sr, fundador do Sindicato Teatral na década de 1890. Ele tinha um irmão mais novo, William Harris Jr. Harris nasceu em St. Louis em 1866 e se mudou para Boston ainda criança. Ele começou sua carreira ainda jovem vendendo livros de músicas no lobby de teatro em St. Louis. Quando a família se mudou para Boston, o jovem Harris começou a vender livros de música no lobby da Howard Athenaeum. Ele se casou com Irene Wallach, uma secretária de Washington, D.C. em 22 de outubro de 1898.
Harris trabalhou para seu pai no negócio de teatro em Boston por vários anos antes de começar a produzir suas próprias peças em 1901. Ele conseguiu estrelas como Amelia Bingham e Robert Edeson. Em 1906, Harris tornou-se dono do Hackett Theatre. O teatro foi mais tarde renomeado para Harris Theatre, para homenagear seu pai. Ele alugou e administrou o Hudson Theatre em Nova Iorque e, em 1911, construiu o Folies Bergère Theatre. O Folies Bergère foi uma tentativa de imitar o sucesso de seu homônimo parisiense. No entanto, o projeto fracassou, fazendo com que Harris perdesse US$ 100.000 no empreendimento.
Em abril de 1912, ele estava em Londres, organizando futuras apresentações de Maggie Pepper de Charles Klein com sua artista estrela Rose Stahl e o elenco americano original do Harris Theatre.
Harris pereceu junto com mais de 1500 outras almas no naufrágio do Titanic, em 15 de abril de 1912. A Sra. Emil Taussig e seu marido, junto com os Harrises, foram ao convés após sentirem a colisão. Mesmo após as mulheres serem colocadas em um bote salva-vidas, ainda havia espaço para outros passageiros. Quando Harris e Taussig tentaram entrar no barco salva-vidas, ambos homens foram ameaçados com revólveres. A Sra. Taussig disse que o barco foi lançado com assentos vazios a bordo; ela e sua filha eram passageiras do bote. Ela disse que quando viu Henry Harris e seu marido pela última vez, ambos estavam de pé lado a lado enquanto se despediam de seus entes queridos.
Embora ela tivesse fraturado o cotovelo em uma queda na Grande Escadaria do Titanic no início do dia, Renee Harris conseguiu embarcar no bote salva-vidas antes que este fosse abaixado. Com a esperança de deixar o Titanic com o marido, ela permaneceu até o último bote salva-vidas ser preparado. Cinco minutos após o bote ser lançado ao mar, o Titanic afundou. Sra. Harris foi resgatada pelo navio RMS Carpathia. Ela telegrafou para o Hudson Theatre, dizendo que seu marido não estava entre os que foram resgatados pelo Carpathia, mas que tinha a esperança de que ele foi salvo por outro navio de resgate. Uma história dizendo que Harris havia sido resgatado por outro navio tinha sido divulgado, mas foi posteriormente desmentido. Seu corpo, se recuperado, nunca foi identificado.

## Peças produzidas por Henry B. Harris

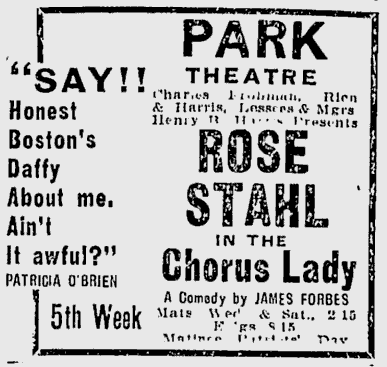
Anúncio de The Chorus Lady em 1909

- Soldiers of Fortune (1901)
- Strongheart (1905)
- The Lion and the Mouse (1905)[2]
- The Chorus Lady (1906)[2]
- The Struggle Everlasting (1907)
- The Traveling Salesman (1908)
- Pierre of the Plains (1908)
- The Third Degree (1909)[2]
- Such a Little Queen (1909)[2]
- A Skylark (1910)
- The Arab (1911)